# Dysmorpha obesa
Dysmorpha obesa är en insektsart som beskrevs av Brunner von Wattenwyl 1878. Dysmorpha obesa ingår i släktet Dysmorpha och familjen vårtbitare. Inga underarter finns listade i Catalogue of Life.